# Kirkendrup
Kirkendrup er en bydel i Odense i Odense Kommune; indtil Kommunalreformen i 1970 lå den i Næsbyhoved Broby Sogn, Odense Herred (Odense Amt), nu i Næsby Sogn.

## Historie
Navnet Kirkendrup er første gang nævnt i 1272 i formen Kirketorp. Endelsen viser, at der er tale om en -torp.
I 1682 bestod landsbyen af 3 gårde og 1 hus uden jord. Det samlede dyrkede areal udgjorde 133,2 tønder land, skyldsat til 36,61 tdr. hartkorn. Dyrkningsformen var trevangsbrug.
Kirkendrup blev udskiftet i 1785.
Kirkendrup lå forholdsvis langt fra både Odenses udfaldsveje og anlagte jernbanelinjer. Området blev derfor først inddraget i Odenses byudvikling efter kommunalreformen i 1970.